# Love of a Lifetime
"Love of a Lifetime" (em português:  Amor de uma Vida Inteira) é o terceiro single do álbum Love of a Lifetime, lançado em 1991 pela banda de hard rock e glam metal FireHouse. A canção foi um dos singles de maior sucesso da banda, alcançando a posição de número cinco na Billboard Hot 100.

## Faixas
7" single
| N.º | Título               | Duração |  |
| 1.  | "Love of a Lifetime" |         |  |
| 2.  | "Don't Treat Me Bad" |         |  |

## Desempenho nas paradas musicais
| Parada musical (1991)              | Melhor posição |
| ---------------------------------- | -------------- |
| Canadá (RPM 100 Singles)           | 30             |
| Estados Unidos (Billboard Hot 100) | 5              |
| Estados Unidos (Radio Songs)       | 10             |

## Certificações
| Estados Unidos (RIAA)                     | Ouro | 4 de dezembro de 1991 | 500.000* |
| *número de vendas baseado na certificação |      |                       |          |

## A versão de Collage
"Love of a Lifetime" é  um single lançado pelo projeto Collage em 1998. A canção alcançou a posição #104 na Bubbling Under Hot 100 Singles e foi o último single lançado pelo projeto a conseguir entrar em uma parada musical.

### Desempenho nas paradas musicais
| Parada musical (1998)                           | Melhor posição |
| ----------------------------------------------- | -------------- |
| Estados Unidos (Bubbling Under Hot 100 Singles) | 104            |